# Francesco Belinzeri
Francesco Belinzeri (fl. XV-XVI secolo) è stato uno scultore italiano attivo a Bergamo nel XV secolo.

## Biografia
Le sue attività principalmente di intagliatore, e poi di pittore e architetto, sono presenti con lavori di permeazione tipicamente veneta. La sua presenza è registrata negli anni dal 1459 al 1491.
Opera certa di rilievo è la statua di san Sebastiano eseguita nel 1472 e conservata nell'oratorio dei Disciplini di Clusone. L'oratorio gestito dai disciplini, fu intitolato a San Bernardino da Siena nel 1452, subito dopo la canonizzazione del frate senese. Il contratto per la realizzazione di questa opera indicava la richiesta per l'esecuzione di una statua che doveva avere le medesime caratteristiche di quella dell'artista realizzata per la chiesa di San Francesco di Bergamo..

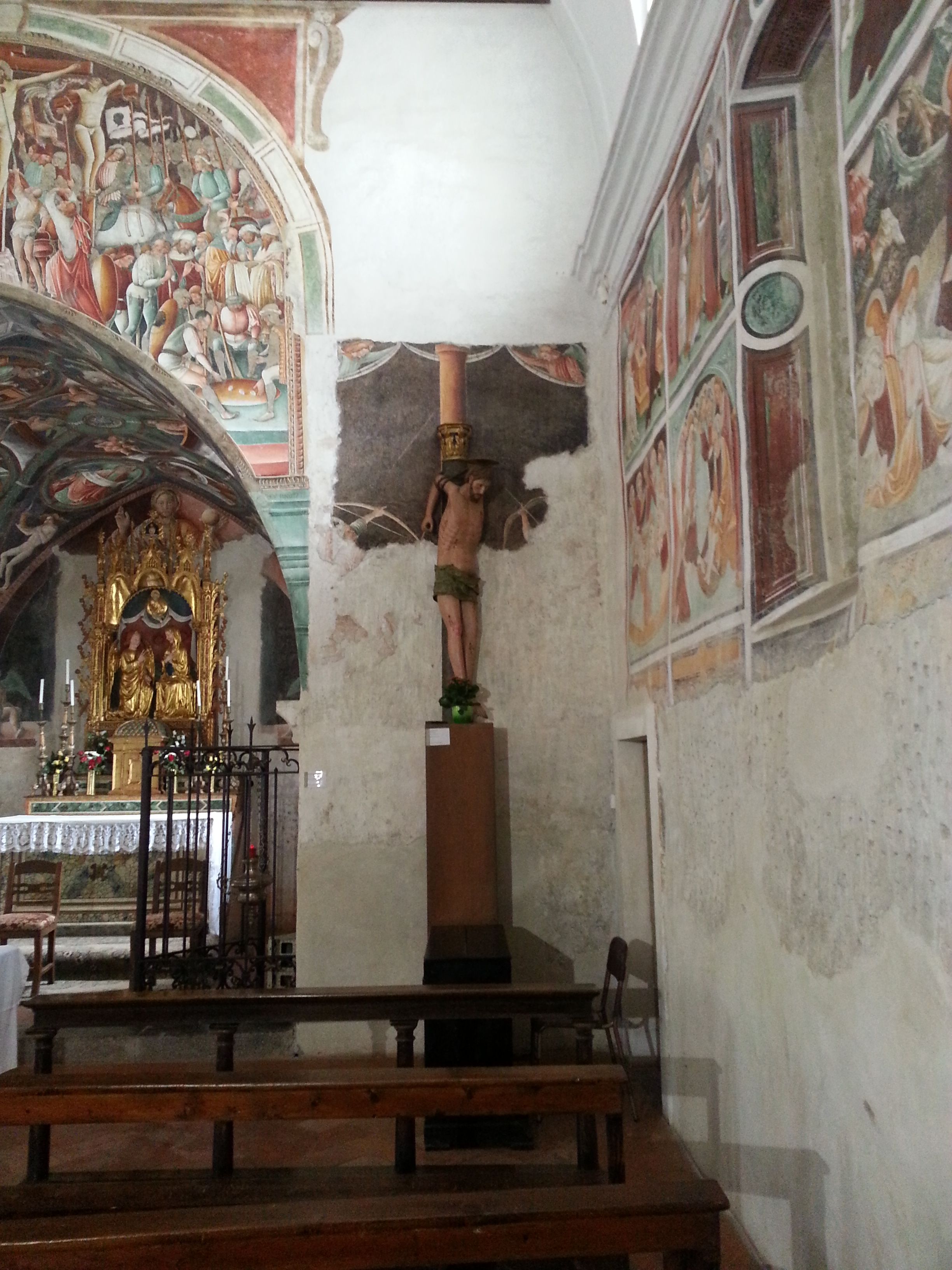
San Sebastiano Francesco Belinzeri

La statua presenta una plasticità innovativa nella posa inusuale con cui l'artista pone il santo legato alla colonna, manifestando anche la grande capacità di gestire materiali differenti con una perfetta soluzione polimaterica.
Più difficile è assegnare all'artista la statua di san Bernardino presente nella medesima chiesa ma formatasi da una congiunzione di ben quindici pezzi di legno di pioppo, difficile quindi si possa associare al san Sebastiano eseguito in un blocco unico. La statua è rappresentata nella maniera tradizionale. Pur avendo una ottima finitura pittorica, non presenta un risveglio artistico se non fosse per il particolare dettaglio degli zoccoli. 
Assonanze con i lavori di Clusone si possono rilevare nell'ancora di Gerona in Valle Imagna e rubata nel 1978, documentata solo da immagini d'archivio.

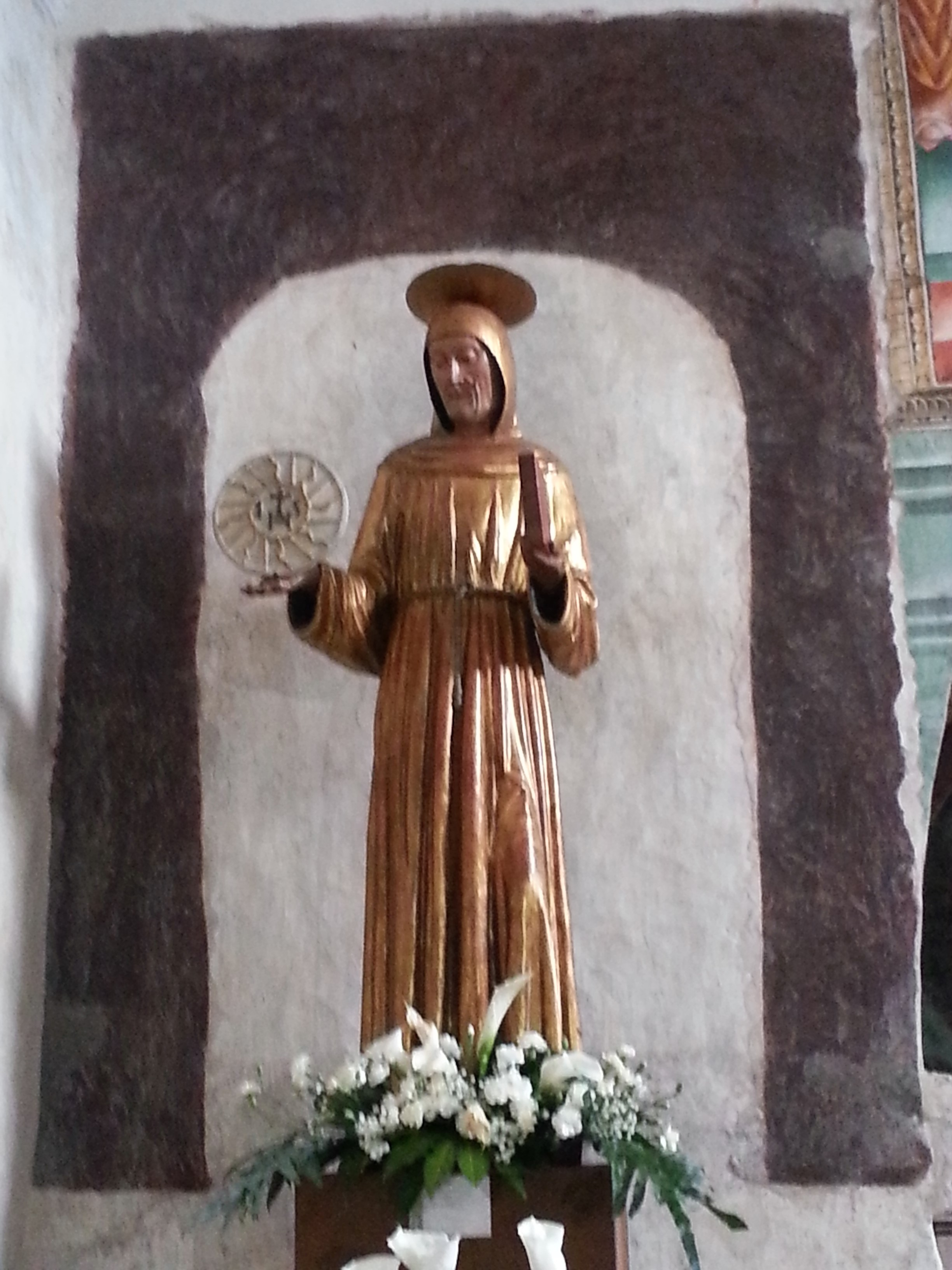
San Bernardino da Siena

Altri lavori che a lui sarebbero identificati è il Leone alato che era posto sulla facciata del palazzo della Ragiona di Bergamo nel 1464, una ancona poi persa per la chiesa di San Francesco sempre di Bergamo, e una per la chiesa di San Vigilio. Risulterebbe essere presente in qualità di responsabile per alcuni lavori realizzati per il Monastero di Astino.